# Hugo (franchise)
Pour les articles homonymes, voir Hugo.

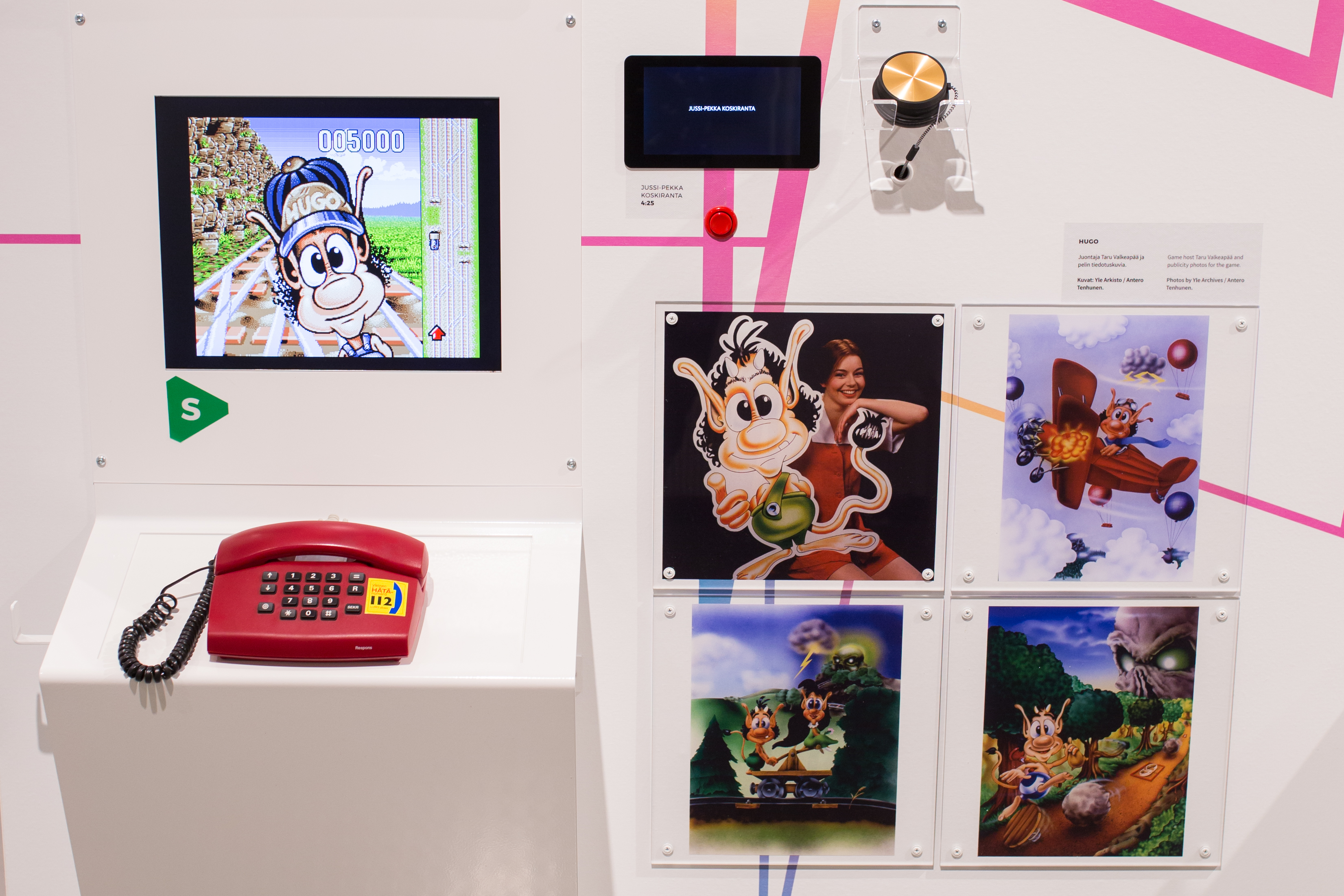
L'émission de télévision Hugo au musée des jeux en Finlande

Hugo (Skærmtrolden Hugo) est le nom d'une franchise internationale créée par Interactive Television Entertainment en 1990. Elle se base sur un troll nommé Hugo qui vit diverses aventures.

## Télévision
Il est tout d'abord le héros de l'émission télévisée Hugo Délire puis est décliné dans des jeux vidéo, des livres, etc.
Entre 1999 et 2000, Hugo est le héros d'une série d'animation documentaire à destination des enfants intitulée Hugo Safari.

## Jeux vidéo

### Série principale
- Skærmtrolden Hugo sur Commodore 64 (1990)
- Hugo - På Nye Eventyr: Del 1 sur Amiga (1992)
- Hugo - På Nye Eventyr: Del 2 sur Amiga (1992)
- Hugo På Nye Eventyr, compilation des deux épisodes Amiga sur DOS (1994)
- Hugo 3 sur DOS
- Hugo 4 sur DOS
- Hugo 5 sur DOS
- Hugo 6 sur Windows
- Hugo: Wintergames sur Windows (trois jeux entre 1997 et 2000)
- Hugo, adaptation de The Bugs Bunny Crazy Castle 2 sur Game Boy (1996)
- Hugo 2 sur Game Boy, intitulé Hugo 2 1/2 sur Game Boy Color (1997)
- Hugo sur PlayStation (1998)
- Hugo: Jungle Island sur Windows (1999)
- Scylla's Revenge sur Windows (1999)
- Hugo: Quest for the Sunstones sur Windows (2000)
- Hugo in the Hut sur Windows (2000)
- Hugo 2 sur PlayStation (2000)
- Hugo: The Bewitched Rollercoaster sur Windows (2001)
- Hugo : La Quête des pierres solaires sur PlayStation (2001)
- Hugo : Le Maudit Diamant Noir sur Game Boy Color (2001) et sur PlayStation (2004)
- Hugo: The Secrets of the Forest sur Windows (2002)
- Hugo: The Forces of Nature, jeu ludo-éducatif sur Windows (2002)
- Hugo in Space sur Windows (2002)
- Hugo : La Bataille des grenouilles sur PlayStation (2002)
- Hugo : Le Miroir maléfique sur Windows, PlayStation, Game Boy Advance et Game Boy Color, téléphones portables (2002)
- Hugo: Smakkaball sur Windows (2003)
- Hugo Bukkazoom! sur PlayStation 2 et Game Boy Advance (2003)
- Hugo: Cannon Cruise sur Windows, PlayStation 2 et téléphones portables (2004)
- Hugo: Penguin Battle sur Windows (2005)
- Hugo: Magic in the Troll Woods sur PlayStation 2, Wii et Nintendo DS (2009)
- Hugo: Retro Mania sur Windows, iOS et Android (2011)
- Hugo: Troll Race sur Windows, iOS, Android et Windows Phone (2012)
- Ronaldo & Hugo: Superstar Skater, où il est associé au footballeur Cristiano Ronaldo sur iOS et Android (2015)

### Agent Hugo
- Agent Hugo sur Windows et PlayStation 2 (2005)
- Agent Hugo: Roborumble sur Windows, PlayStation 2, Game Boy Advance et téléphones portables (2006)
- Agent Hugo: Lemoon Twist sur Windows, PlayStation 2 et Wii (2007)
- Agent Hugo: Hula Holiday sur Windows, PlayStation 2 et Wii (2008)

## Cinéma
Un projet de long métrage d'animation, Hugo and the Diamond Moon, a été lancé en 1999 puis annulé. Un nouveau projet, Hugo: The World's Worst Comeback, a été lancé en 2013.

## Théâtre
Une comédie musicale, The Magical Kingdom of Hugo, a été représentée en 1996 à Tel Aviv.

## Livres
Une série de livres Hugo a été éditée en Israël, une autre en Pologne intitulée Troll Story.